# Djouka de Fonio
Le Djouka ou le Djougua est un plat d’origine malienne à base de fonio et d’arachides broyées. Le Djouka est un plat assez simple que l'on peut  éventuellement accompagner de viande grillée notamment lors des réjouissances populaires.  Au Mali, ce plat est souvent considéré comme  celui des moins fortunés parce qu'il est fait d’ingrédients peu chers et surtout abondants dans de nombreux villages. Pour faire le Djouka, et le fonio et l'arachide sont au préalable précuits. Ce n'est qu'après qu'on les mélange pour une cuisson vapeur finale commune,,,,. 

## Composition
Pour réaliser le djouka, il faut du fonio, de l'arachide, de l'eau, de l'huile, de l'oignon, de la potasse, du gombo frais, des aubergines, du piment, du sel, du poivre, du bouillon de poulet, de l'ail,,,.